# ایکان (دوره)
ایکان (به ژاپنی: 永観 Eikan)؛ نام یک عصر تاریخی ژاپنی (نِنگُو) بود. این عصر بعد از تنگن (دوره) و قبل از کاننا (دوره) قرار داشت و از آوریل ۹۸۳ تا ۹۸۵ میلادی به طول انجامید. در طی این عصر امپراتور آنیو و امپراتور کازان امپراتور ژاپن بودند.